# Active Directory
Active Directory, AD, är en katalogtjänst från Microsoft som innehåller information om olika resurser i en domän (datornätverk) till exempel, datorer, skrivare och användare. Dessa klassificeras som objekt och kan hanteras samt skyddas i den egna domänen.
Active Directory ger tillgång till olika tjänster, bland annat: 
- LDAP-liknande katalogtjänst
- Kerberos-verifiering
- DNS-baserade namn och annan nätverksinformation
- Grupprinciper som kan användas för att konfigurera datorer eller användarkonton. Exempel - om en användare får ändra inställningar för skärmsläckaren.
- Central programdistribution till datorer

Active Directory förhandsvisades under 1996, släpptes först med Windows 2000 Server Edition och uppdateras i samma takt som Windows Server.